# Gun Frontier
Gun Frontier (ガンフロンティア?) o Frontera sin Ley es una serie de anime creada por Leiji Matsumoto y uno de los muchos universos paralelos acerca del Capitán Harlock, planteados por Matsumoto. En la serie original se le menciona a Harlock y a Toshiro que sus ancestros se han cruzado en múltiples ocasiones, por lo que es posible que ambos personajes desciendan de los protagonistas de esta historia. Fue emitida originalmente por AT-X en Japón. En Latinoamérica es distribuida por Ledafilms y fue transmitida en Animax y posteriormente en Mixplay.tv..

## Argumento
Ambientada en el Viejo Oeste, cuenta la historia del viaje de Tochiro y Harlock, quienes viajan por la "Frontera sin Ley" (Gun Frontier) en busca de pistas o posibles sobrevivientes de una colonia japonesa establecida en el Oeste llamada "Arroyo Samurai", que fueron masacrados por la organización del siniestro Darkmeister. Ellos buscan a los sobrevivientes y en particular a la hermana de Tochiro, Shizuku, que es una experta trabajando el acero, una gran inventora y la forjadora de la katana que lleva Tochiro. Así, se encontrarán con Sinunora. Hacen algunos trabajos para sobrevivir (por ejemplo, asesinar a pedido) y viajan de pueblo en pueblo en el ambiente hostil e indómito de la frontera sin ley.

## Personajes
- Tochiro Oyama (トチロー Oyama Tochiro?): es un samurái errante, bajito y flaco, con las piernas arqueadas. A diferencia de la mayoría de sus alter ego presentes en otras historias de Matsumoto en esta ocasión es el protagonista y no un deuteragonista de Harlock. Peleó por Japón, en una batalla conoció a Harlock y a pesar de estar en bandos opuestos se hicieron amigos y le pidió que lo llevara a conocer el país de la frontera sin ley, EE. UU. Es corto de vista y muy malo con el manejo del revólver, pero no así con la espada samurái que lleva escondida en un bastón y que fue hecha por Shizuku. A causa de no ser "blanco" se mete en problemas y es considerado como un simple "vago" por los pueblerinos de distintas aldeas. De personalidad extrovertida y alegre, aunque muchas veces melancólico por no encontrar a los supervivientes de su pueblo y sobre todo a su hermana Shizuku. Le encanta beber y comer mucho.

- Westerner Franklin Harlock Jr. o simplemente Harlock (ハーロック): amigo de Tochiro y compañero de viaje de este. Es un experto con el manejo del revólver. Es callado y algo descuidado. En el pasado Harlock era un pirata y en uno de los saqueos conoció a Tochiro, quien además le hizo las cicatrices de su rostro peleando por Japón y a pesar de eso lo salvó de morir, después de esto se hicieron grandes amigos.

- Sinunora (シヌノラ): es una europea, antropóloga de la organización Darkmeister. En un principio estuvo encargada de vigilar a Tochiro, pero después decidió abandonar esa misión que le tenían encomendada para acompañarlo en su travesía. Es una mujer con un oscuro pasado.

## Episodios
1. Una mujer misteriosa
2. La destrucción de Ciudad Seca
3. Carne de caballo en el desierto
4. Duelo bajo la lluvia
5. La canción del piernas arqueadas
6. Una espada samurai en el desierto
7. Sueño de alcoba
8. El salvaje Utamaro
9. Duelo entre Winchester y Ciudad Midland
10. La desgracia del enano
11. Matlock en Yamacity
12. Shitalnen
13. Hacia el futuro

## Doblaje
| Personaje                      | Actor original   | Actor de doblaje   |
| ------------------------------ | ---------------- | ------------------ |
| Westerner Franklin Harlock Jr. | Eiji Takemoto    | José Luis Reza     |
| Tochiro Oyama                  | Kappei Yamaguchi | Eduardo Garza      |
| Sinunora                       | Rica Matsumoto   | Carola Vázquez     |
| Shizuku                        | Chisa Yokoyama   | Cony Madera        |
| Katarina                       | Naomi Shindoh    | Gabriela Gómez     |
| Sanae                          | Naomi Shindoh    | Ilia Gil           |
| Ayame                          | Shiori Ohta      | Gabriela Guzmán    |
| Tat Andale                     | Kousei Hirota    | Humberto Solórzano |
| Asaka                          | Yumi Kakazu      | Patricia Acevedo   |
| Heidelnoir                     | Kentarou Itou    | José Luis Orozco   |
| Dark Mister                    | ¿?               | Humberto Solórzano |
| Narración                      | Kiyoyuki Yanada  | Humberto Solórzano |
| Insertos                       | N/A              | Blas García        |

## Música
- Opening: "Style" por Grand Zero.
- Ending: Ame to Sanbika (雨と賛美歌) por Umeno Yoshizawa